# トーマス・マンクーゾ
トーマス・マンクーゾ  （英語: Thomas F Mancuso、1912年2月19日 - 2004年7月4日）、もしくはトーマス・マンキューソは、アメリカ合衆国の医師、医学者。

## 経歴
ニューヨーク州ブルックリン区生まれ。
1940年代-1950年代、職業病としてのがんに関する疫学的研究において、多くの業績を上げた。
1962年より、ピッツバーグ大学公衆衛生大学院職業衛生調査担当教授。同年、アメリカ国立がん研究所よりNCDA賞受賞。
1964年、アメリカ原子力委員会の依頼により、ワシントン州にある原子力施設ハンフォード・サイトの労働者について、被曝が誘発する病気の調査を開始。放射線と健康被害とくにがんの発生率に関係するデータを集めて検証し、1977年末、原子力産業に従事する人は他の人々よりもがん発生率が高いとの報告（「マンクーゾ報告」）を発表した。
その結果、アメリカ合衆国エネルギー省により彼は危険人物とされて、1979年調査費予算の支給は打ち切られ、調査データはオークリッジ国立研究所に移管された。
1981年、民間や一般市民の寄付金で運営される国際被曝調査研究所（International Radiation Research and Training Institute）を創設。

## マンクーゾ報告
国民総背番号に相当する社会保障番号（Social Security number）を追跡して、がんによる死亡と職業・職歴・年数の相関関係を調べ上げ、以下の結論に達した。
- 1944年-1972年の29年間に、ハンフォード・サイトで働いた労働者2万4939人のうち、調査時点での死亡者3520名。そのうち白血病を含むがんによる死者670名。被曝現場で働く労働者のがんによる死亡率は、全米白人のがん死亡率より6％以上高かった。
- がんで死亡した労働者が生前、職場で浴びた外部放射線量は平均1.38ラド。がん以外の死者の平均線量は0.99ラドだった。がんによる死者のほうが生前、40％多く放射線を浴びていたことになる。
- 倍加線量（がんの発生率を通常の2倍にする放射線量）はがん全体で12.2ラド、肺がんで6.1ラド、骨髄ガンで0.8ラド、などと推定される[6]。